# Wierzbiny (Sainte-Croix)
Pour les articles homonymes, voir Wierzbiny.
Wierzbiny est une localité polonaise de la gmina d'Obrazów, située dans le powiat de Sandomierz en voïvodie de Sainte-Croix.